# Polytrichadelphus semiangulatus
Polytrichadelphus semiangulatus là một loài rêu trong họ Polytrichaceae. Loài này được (Brid.) Mitt. mô tả khoa học đầu tiên năm 1869.